# Fissidens teysmannianus
Fissidens teysmannianus là một loài Rêu trong họ Fissidentaceae. Loài này được Dozy & Molk. mô tả khoa học đầu tiên năm 1854.